# Lorenzo Schioppa

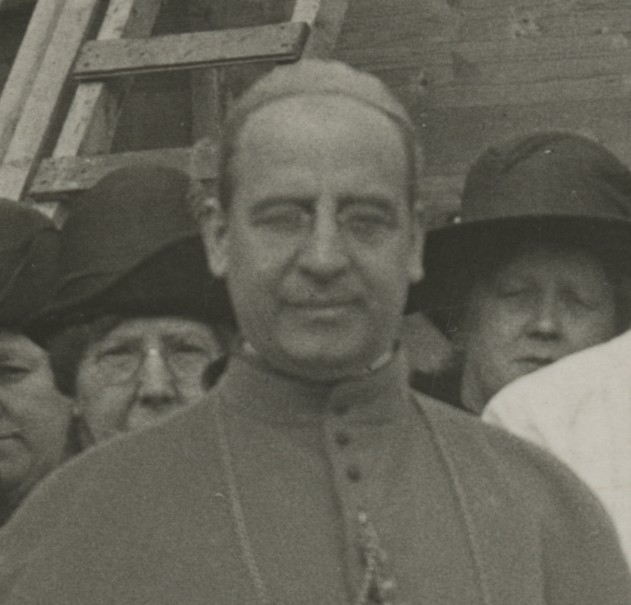
Lorenzo Schioppa (1926)

Lorenzo Schioppa (* 10. November 1871 in Neapel, Italien; † 23. April 1935 in Den Haag) war ein römisch-katholischer Erzbischof und Diplomat des Heiligen Stuhls.

## Leben
Lorenzo Schioppa empfing nach dem Theologiestudium in Rom am 19. Mai 1894 die Priesterweihe für das Erzbistum Neapel und wurde im folgenden Jahr zum Doktor der Theologie und beider Rechte promoviert. In den diplomatischen Dienst des Heiligen Stuhls getreten, war er Apprendista (Auszubildender) der Kongregation für die außerordentlichen kirchlichen Angelegenheiten und wurde 1905 Privatsekretär des Apostolischen Delegaten in Kuba und Puerto Rico mit Sitz in Havanna, dann, im September 1906 zum päpstlichen Kämmerer ernannt, Minutant (Sachbearbeiter) der Kardinalskommission für die Güterverwaltung des Heiligen Stuhls. Ende 1912 ging er als Sekretär an die Nuntiatur in München, wurde 1915 als päpstlicher Ablegat mit der Überbringung des für den neu ernannten Kardinal und Apostolischen Nuntius in Deutschland, Andreas Frühwirth OP, bestimmten Kardinalsbiretts an den König von Bayern beauftragt. Am 8. April 1916 erfolgte die Ernennung zum Uditore an der Münchner Nuntiatur, am 1. Mai 1918 die Erhebung zum Päpstlichen Hausprälaten und im Juni 1920 die Bestellung zum Hochkommissar in Teschen.
Am 10. August 1920 ernannte ihn Papst Benedikt XV. zum Titularerzbischof von Mocissus und bestellte ihn zum ersten Apostolischen Nuntius in Ungarn. Die Bischofsweihe spendete ihm Kardinal Frühwirth am 3. November desselben Jahres; Mitkonsekratoren waren der Kurienerzbischof Giovanni Nasalli Rocca di Corneliano und der Apostolische Nuntius in der Tschechoslowakei, Erzbischof Clemente Micara.
Am 3. Mai 1925 zum Apostolischen Internuntius in den Niederlanden und am 10. März 1927 zum Apostolischen Internuntius in Litauen ernannt, wechselte Schioppa mehrmals zwischen beiden Ländern hin und her, bevor er am 27. Mai des folgenden Jahres das litauische Amt niederlegte und seine Aufgaben in den Niederlanden bis zu seinem Tod wahrnahm.
Er verstarb plötzlich um neun Uhr morgens im Alter von dreiundsechzig Jahren in Den Haag. Sein Leichnam wurde noch am Tag seines Todes in der päpstlichen Gesandtschaft in Bezuidenhout aufgebahrt. Sein Staatsbegräbnis mit vollen militärischen Ehren war eines der größten, das die Stadt Den Haag im Laufe des 20. Jahrhunderts bis dahin gesehen hatte, mit feierlichen Zug durch die Straßen und einem Requiem in der Sint-Jacobuskerk in der Parkstraat.